# Kalongsawah
Kalongsawah is een bestuurslaag in het regentschap Bogor van de provincie West-Java, Indonesië. Kalongsawah telt 10.736 inwoners (volkstelling 2010).